# Schmidtottia elliptica
Schmidtottia elliptica är en måreväxtart som först beskrevs av Nathaniel Lord Britton, och fick sitt nu gällande namn av Ignatz Urban. Schmidtottia elliptica ingår i släktet Schmidtottia och familjen måreväxter.

## Underarter
Arten delas in i följande underarter:
- S. e. elliptica
- S. e. oblongata